# Armaan Franklin
Armaan Franklin (Indianapolis, 17 novembre 2000) è un cestista statunitense.